# Lactarius porninsis
Lactarius porninsis é um fungo que pertence ao gênero de cogumelos Lactarius na ordem Russulales. Encontrado na Europa, foi primeiramente descrito cientificamente por Rolland em 1889.